# Filadèlfia (pel·lícula)
Filadèlfia (títol original en anglès, Philadelphia) és una pel·lícula de Jonathan Demme estrenada el 1993 i guanyadora de dos oscars. Aquesta pel·lícula ha estat doblada al català.

## Argument
Andrew Beckett és un brillant advocat. La seva carrera promet. Adulat pel seu mitjà, no hi ha res que sembli poder aturar la seva pujada. Però un dia, els seus associats descobreixen que Andrew té el virus de la SIDA i és acomiadat per falta professional. Andrew decideix no deixar-ho passar i ataca el gabinet per acomiadament abusiu. Tindrà l'ajuda d'un advocat negre que és molt popular a la ciutat i també als tribunals.

## Repartiment
- Tom Hanks: Andrew Beckett
- Denzel Washington: Joe Miller
- Mary Steenburgen: Belinda Conine
- Jason Robards: Charles Wheeler
- Antonio Banderas: Miguel Alvarez
- Ron Vawter: Bob Seidman
- Daniel Chapman: Narrador a la clínica
- Charles Glenn: Kenneth Killcoyne
- Joanne Woodward: Sarah Beckett
- David Drake: Bruno

## Premis i nominacions

### Premis
- 1994: Oscar al millor actor per Tom Hanks
- 1994: Oscar a la millor cançó original per Bruce Springsteen amb "Streets of Philadelphia"
- 1994: Globus d'Or al millor actor dramàtic per Tom Hanks
- 1994: Globus d'Or a la millor cançó original per Bruce Springsteen amb "Streets of Philadelphia"
- 1994: Os de Plata a la millor interpretació masculina per Tom Hanks
- 1995: Grammy a la millor cançó escrita específicament per a pel·lícula o televisió per Bruce Springsteen amb "Streets of Philadelphia"

### Nominacions
- 1994: Oscar al millor guió original per Ron Nyswaner
- 1994: Oscar al millor maquillatge per Carl Fullerton i Alan D'Angerio
- 1994: Oscar a la millor cançó original per Neil Young amb "Philadelphia"
- 1994: Globus d'Or al millor guió per Ron Nyswaner
- 1994: Os d'Or
- 1995: BAFTA al millor guió original per Ron Nyswaner